# Rose-Aimée Bacoul
Rose-Aimée Bacoul (Francia, 9 de enero de 1952) es una atleta francesa retirada especializada en la prueba de 100 m, en la que ha conseguido ser medallista europea en 1982.

## Carrera deportiva
En el Campeonato Europeo de Atletismo de 1982 ganó la medalla de bronce en los 100 metros lisos, con un tiempo de 11.29 segundos, llegando a meta tras las alemanas Marlies Göhr que con 11.01 s batió el récord de los campeonatos, y Bärbel Wöckel (bronce con 11.20 segundos).